# Borehosahalli, Piriyapatna
Borehosahalli là một làng thuộc tehsil Piriyapatna, huyện Mysore, bang Karnataka, Ấn Độ.